# Erich Ettlin
Erich Ettlin, né le 30 mai 1962 à Kerns (originaire du même lieu), est une personnalité politique suisse, membre du Centre.
Il est député du canton d'Obwald au Conseil des États depuis 2015.

## Biographie
Erich Ettlin naît le 30 mai 1962 à Kerns, dans le canton d'Obwald. Il est originaire du même lieu. Ses parents sont à la tête d'une exploitation agricole (lait, porcs et magasin). Il a six frères et sœurs.
Sa scolarité terminée, il fait un apprentissage d'employé de commerce à Sarnen, dans une entreprise de fabrication de poêles. Il étudie ensuite à l'École supérieure d'économie et d'administration de Lucerne (aujourd'hui Haute École de Lucerne), où il décroche un diplôme d'économiste d'entreprise ESCEA. Il obtient également en cours d'emploi un diplôme fédéral d'expert-comptable et d'un diplôme fédéral d'expert fiscal,.
Il occupe le poste de chef de l'administration fiscale du canton d'Obwald de 1996 à 2001. Il travaille actuellement en tant qu'expert-fiscal auprès du cabinet d'audit BDO à Zurich, dont il est aussi associé.
Il est marié à Flavia et père de deux enfants, nés en 1996 et 1998. Il vit à Kerns et a le grade de soldat à l'armée.
Sa sœur Helen Imfeld a siégé au Conseil cantonal d'Obwald, son frère Walter Ettlin préside le conseil d'administration des Forces motrices d'Obwald (de) depuis 2013, son autre sœur Marlies Durrer est juge administrative et conseillère communale (exécutif) PDC à Kerns,.

## Parcours politique
Il milite au sein du PDC local depuis le milieu des années 1990.
Il est élu au deuxième tour au Conseil des États le 15 novembre 2015, s'emparant du siège que détenait le PLR depuis 17 ans avec Hans Hess, qui ne se représentait pas. Selon la NZZ, son élection n'est pas une surprise : membre de nombreuses commissions cantonales, notamment de la commission des finances de la commune de Kerns de 2000 à 2020 et de la commission de la protection de l'environnement de la même commune de 1986 à 2000, il était très connu. Il est réélu tacitement en 2019 et 2023. Il siège à la Commission de la politique de sécurité (CPS) jusqu'au 23 juin 2019, à la Commission de la sécurité sociale et de la santé publique (CSSS) et la Commission des finances (CdF) depuis le 10 décembre 2015 et à la Commission de l'économie et des redevances (CER) depuis le 21 juin 2019.
En 2018, il est pressenti pour la succession de Doris Leuthard, mais n'est finalement pas candidat.
Il est en 2022 à l'origine de la loi supprimant le salaire minimum.